# Hiéroglyphe égyptien A42

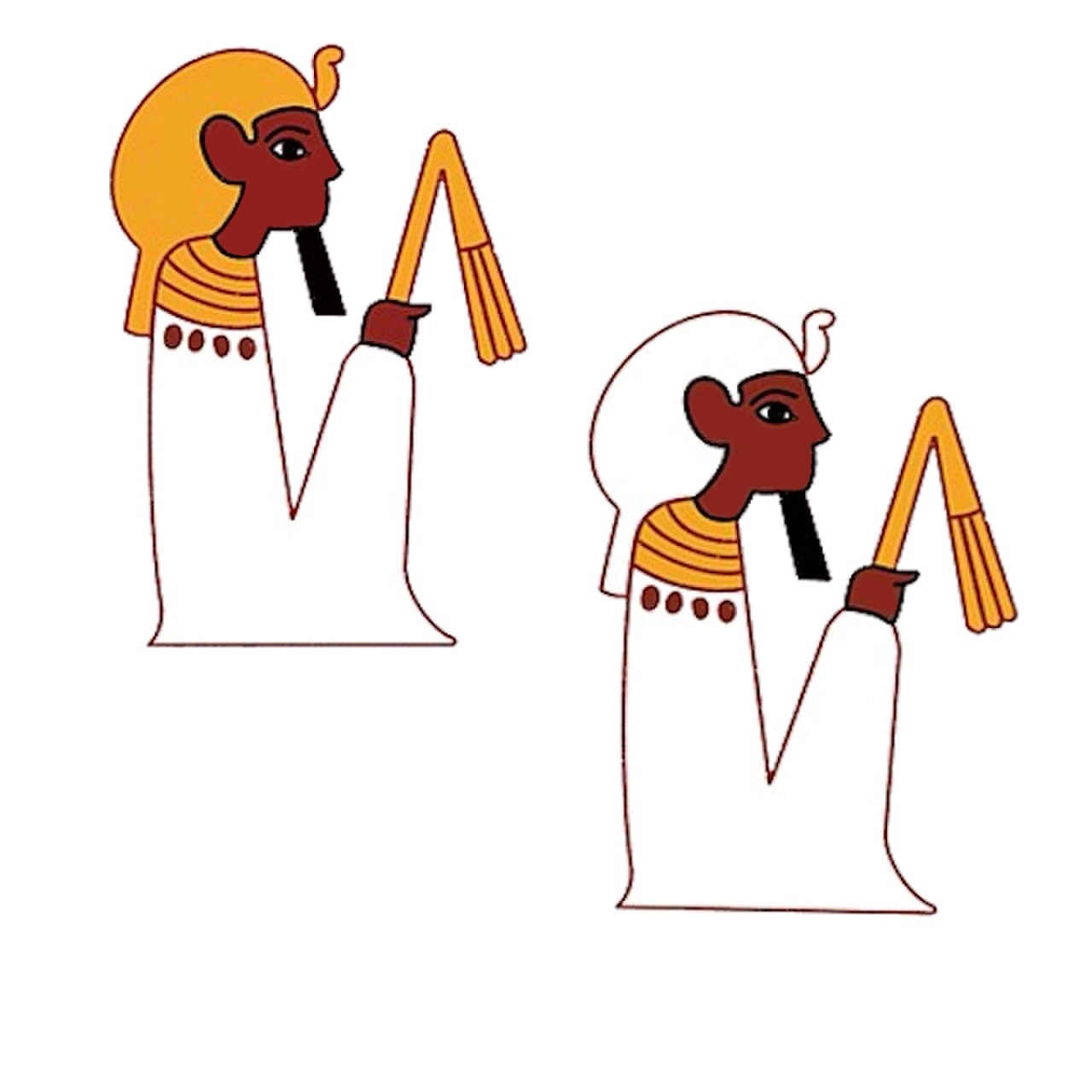
Version hiéroglyphique

Le hiéroglyphe égyptien A42 (pharaon assis tenant un flagellum), est classifié dans la section A « L'Homme et ses occupations » de la liste de Gardiner ; il y est noté A42.

## Représentation
Il représente un pharaon assis, reconnaissable à la barbe raide des pharaons, l'uræus ainsi que la coiffe khat (ou némès) généralement jaune ou blanche, il tient un flagellum nḫḫ (hiéroglyphe S45). Il est translittéré j ou nsw.

## Utilisation
| A41 |

| A41 |

(pharaon assis). Il a donc les mêmes fonctions.
| A42 |

| A42 |

| w | A42 |

| w | A42 |

| W24 · V31 | A42 |

| W24 · V31 | A42 |

| sw | t · n | A42 |

| sw | t · n | A42 |

C'est, un déterminatif des termes désignant un roi ou un prince.

## Exemples de mots
| U36 | Z1 | A42 |

| U36 | Z1 | A42 |

| i | n · p | w | A42 |

| i | n · p | w | A42 |

| i | t · f | A42 |

| i | t · f | A42 |